# Борден (Саскачеван)
Борден (англ. Borden) — село в канадській провінції Саскачеван. Борден названий на честь сера Фредеріка Вільяма Бордена, міністра міліції у кабінеті Лаурі.

## Населення

### Чисельність
| 2001 | 2006 | 2011 | 2016 |
| ---- | ---- | ---- | ---- |
| 225  | 223  | 245  | 287  |

## Галерея

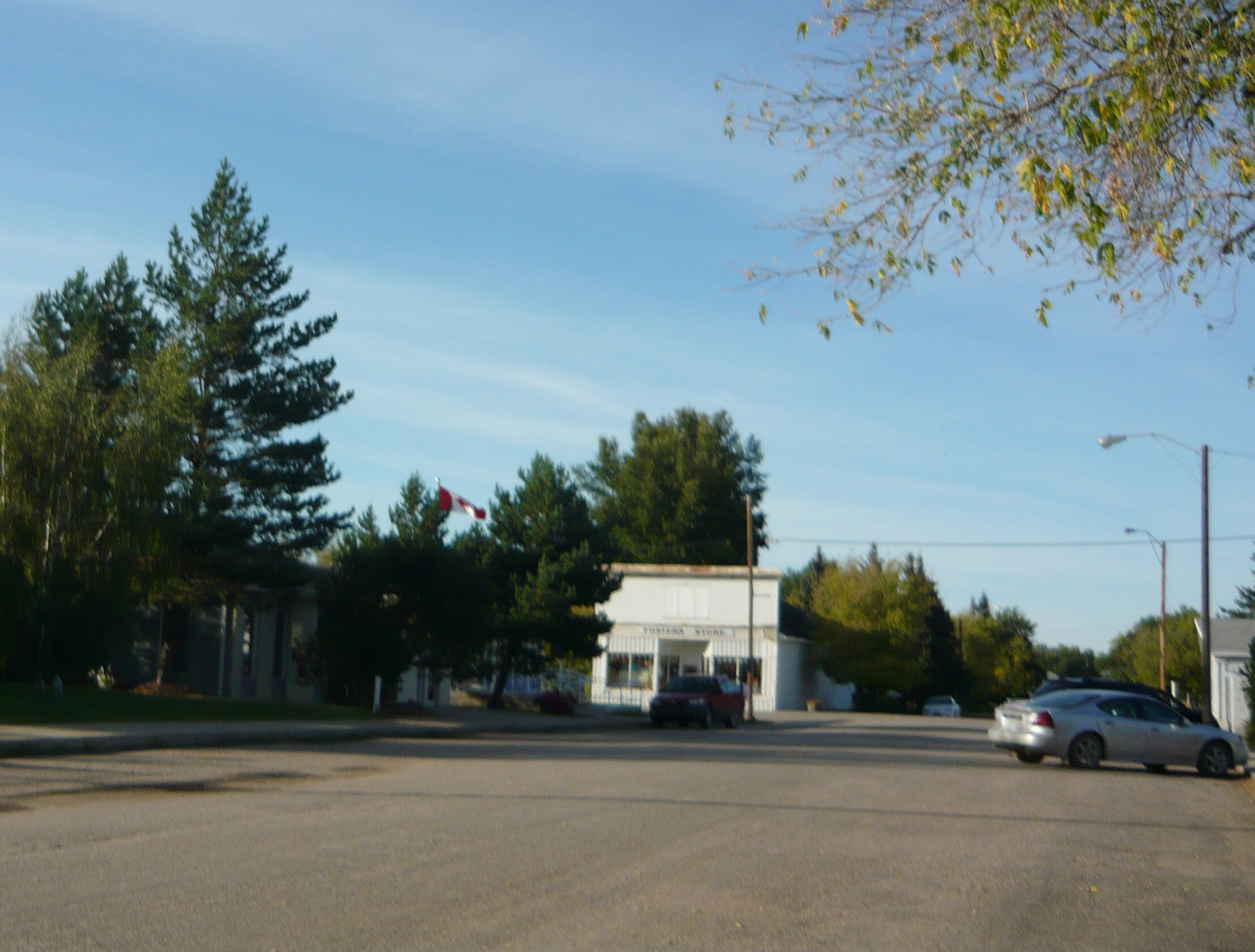
Діловий район на розі Першої авеню та Шепард-стріт (2009)
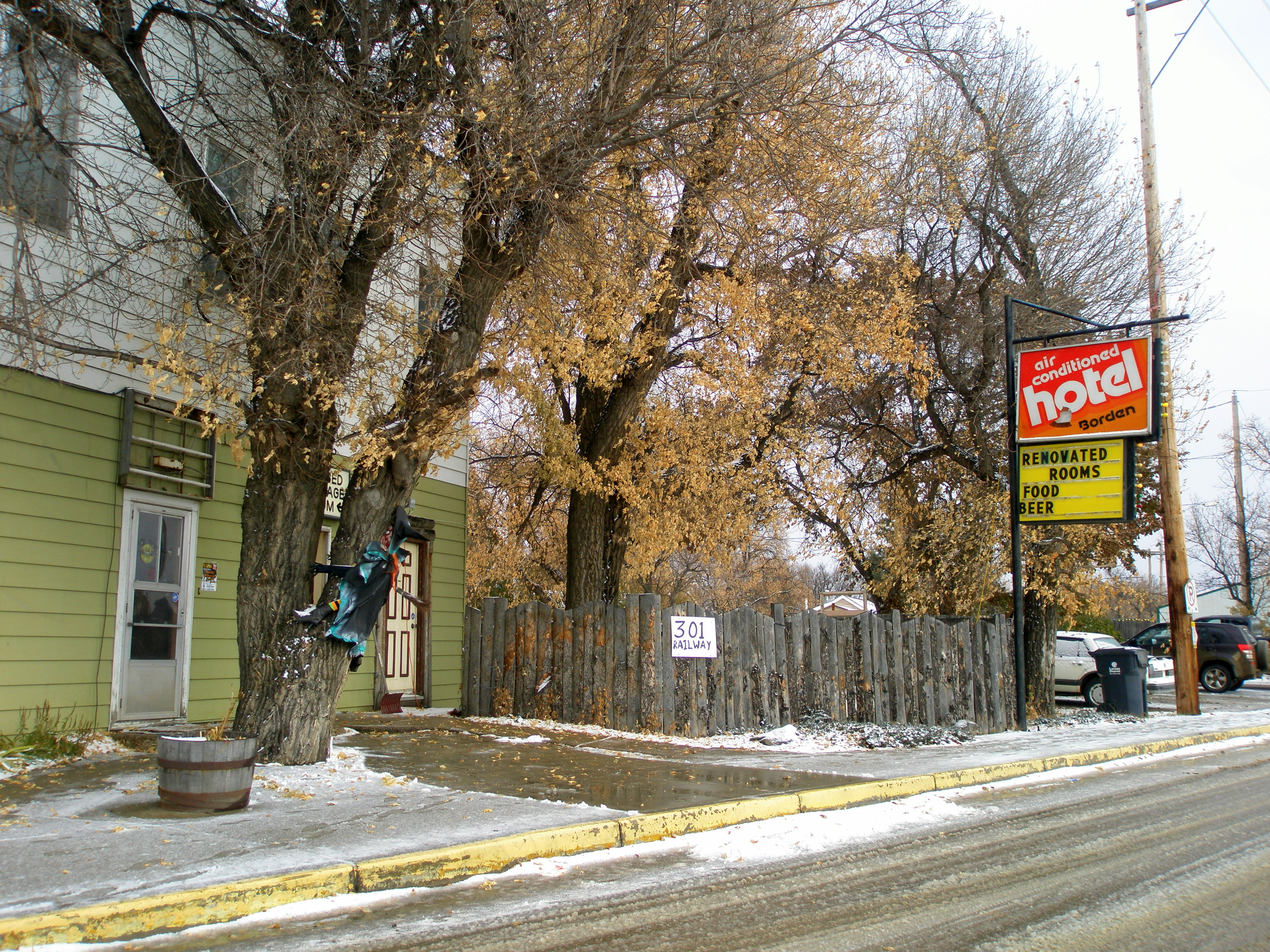
Model-T Inn & Restaurant на розі Рейлвей-авеню та Шепард-стріт (2009)